# ファースト・バンド・オン・ザ・ムーン
『ファースト・バンド・オン・ザ・ムーン』(First Band on the Moon)は、スウェーデンのバンド、カーディガンズが1996年に発表した3作目のスタジオ・アルバム。日本では8月にリリースされ、9月にはインターナショナル盤もリリースされた。

## 背景
「アイアン・マン」はブラック・サバスのカヴァー。この曲と「ルーザーズ」については「ファースト・トライ」と呼ばれる別ヴァージョンも存在し、シングルのカップリング曲として発表された後コンピレーション・アルバム『ジ・アザー・サイド・オブ・ザ・ムーン』（1997年）にも収録された。

## 反響
母国スウェーデンでは9月20日付のアルバム・チャートで初登場2位となり、自身初のトップ10入りを果たす。日本のオリコンチャートでは最高6位を記録し、やはり初のトップ10入りを果たした。ニュージーランドでは1997年3月9日付のアルバム・チャートで初登場26位となり、翌週には12位を記録。全英アルバムチャートでは10週チャート圏内に入り、最高18位を記録。アメリカでは1996年に『ビルボード』のトップ・ヒートシーカーズで3位となり、1997年には総合アルバム・チャートのBillboard 200で35位に達した。
本作からの第1弾シングル「ラヴフール」は、1996年公開のアメリカ映画『ロミオ+ジュリエット』のサウンドトラックで使用され、1997年にはニュージーランドのシングル・チャートで1位、全英シングルチャートで2位という大ヒットを記録した。また、「ビーン・イット」は1996年12月7日付の全英シングルチャートで56位を記録し、1997年にシングル・カットされた「ユア・ニュー・ククー」は全英35位に達した。
なお、カーディガンズはアメリカのテレビドラマ『ビバリーヒルズ青春白書』第7シーズンの最終回「卒業パート･2」（1997年放映）に本人役で出演し、本作収録曲「ラヴフール」と「ビーン・イット」を演奏した。

## 収録曲
1. ユア・ニュー・ククー - "Your New Cuckoo" – 3:54
  - 作詞：ニーナ・パーション、ピーター・スヴェンソン／作曲：ピーター・スヴェンソン
2. ビーン・イット - "Been It" – 4:04
  - 作詞：ニーナ・パーション、ピーター・スヴェンソン／作曲：ピーター・スヴェンソン
3. ハートブレイカー - "Heartbreaker" – 3:42
  - 作詞：ニーナ・パーション／作曲：ピーター・スヴェンソン
4. ハッピー・ミールII - "Happy Meal II" – 2:36
  - 作詞：ニーナ・パーション、マグナス・スヴェニングソン、リネット・コヤナ／作曲：ピーター・スヴェンソン
5. ネヴァー・リカヴァー - "Never Recover" – 3:20
  - 作詞：マグナス・スヴェニングソン／作曲：ピーター・スヴェンソン
6. ステップ・オン・ミー - "Step on Me" – 3:47
  - 作詞：ピーター・スヴェンソン、マグナス・スヴェニングソン／作曲：ピーター・スヴェンソン
7. ラヴフール - "Lovefool" – 3:13
  - 作詞：ニーナ・パーション、ピーター・スヴェンソン／作曲：ピーター・スヴェンソン
8. ルーザーズ - "Losers" – 3:17
  - 作詞：ニーナ・パーション、ピーター・スヴェンソン／作曲：ピーター・スヴェンソン
9. アイアン・マン - "Iron Man" – 4:19
  - 作詞：作詞・作曲：オジー・オズボーン、トニー・アイオミ、ギーザー・バトラー、ビル・ワード
10. グレイト・ディヴァイド - "Great Divide" – 3:16
  - 作詞：マグナス・スヴェニングソン／作曲：ピーター・スヴェンソン
11. チョーク - "Choke" – 3:26
  - 作詞：マグナス・スヴェニングソン／作曲：ピーター・スヴェンソン

### 日本盤ボーナス・トラック
初回盤(POCP-9050)には12.のみ収録。2001年再発盤(UICY-3262)より13.も追加された。
1. カントリー・ヘル - "Country Hell" – 2:45
  - 作詞：マグナス・スヴェニングソン／作曲：ピーター・スヴェンソン
2. ブラー・ブラー・ブラー - "Blah Blah Blah" – 3:00
  - 作詞：ニーナ・パーション、ピーター・スヴェンソン／作曲：ピーター・スヴェンソン

## 参加ミュージシャン
- ニーナ・パーション - ボーカル
- ピーター・スヴェンソン - ギター
- ラッセ・ヨハンソン - キーボード、ギター
- マグナス・スヴェニングソン - ベース
- ベングド・ラガーバーグ - ドラムス、パーカッション

アディショナル・ミュージシャン
- リネット・コヤナ - バッキング・ボーカル(on #1)
- David Wilczewski - フルート(on #1, #5, #11)
- Åsa Håkansson - ヴァイオリン(on #1, #10)
- Maria Holm - ヴァイオリン(on #1, #10)
- Inga Zeppezauer - ヴァイオリン(on #1)
- Mattias Svensson - ヴァイオリン(on #1)
- Ronnie Weber - ヴァイオリン(on #10)
- Gabriele Freese - ヴァイオリン(on #10)
- Anna Bergström - ヴァイオリン(on #10)
- Petter Lindgård - トランペット(on #3, #11)
- Patrik Bartosch - クラビネット(on #3)
- Ulf Turesson - バッキング・ボーカル(on #3)
- Annette Helmers - チェロ(on #8)
- Ivan Bakran - チェロ、ダブル・ベース(on #10)
- Jens Lindgård - トロンボーン(on #11)
- Sven Andersson - サクソフォーン(on #11)